# عبد الحكيم زويتة
عبد الحكيم زويتة (12 غشت 1986, القنيطرة) لاعب كرة سلة مغربي يمارس في فريق جمعية سلا (كرة السلة) في الدرجة الأولى لبطولة المغرب لكرة السلة.

## روابط خارجية
- عبد الحكيم زويتة على موقع الاتحاد الدولي لكرة السلة (الإنجليزية)
- عبد الحكيم زويتة على موقع ريلجم (الإنجليزية)